# Stazione di Crossmyloof
La stazione di Crossmyloof (in gaelico scozzese: Crois MoLiubha) è una stazione ferroviaria di Glasgow, in Scozia. È gestita da Abellio ScotRail e viene servita dai treni della Glasgow South Western Line.

## Storia
La stazione è stata inaugurata il 1º giugno 1888.